# Tamsaout
Tamsaout  (in arabo تامساوت‎?) è un centro abitato e comune rurale del Marocco situato nella provincia di Al-Hoseyma, regione di Tangeri-Tetouan-Al Hoceima. Conta una popolazione di 13 711 abitanti (censimento 2014).